# Baronia de Güell
La Baronia de Güell és un títol nobiliari espanyol creat el 22 de juliol de 1911 pel rei Alfons XIII a favor de Santiago Güell i López, qui era fill d'Eusebi Güell i Bacigalupi, I comte de Güell i de Luisa Isabel López Bru, filla del I marquès de Comillas.

## Barons de Güell
|                         | Titular                 | Període                 |
| Creació per Alfons XIII | Creació per Alfons XIII | Creació per Alfons XIII |
| ----------------------- | ----------------------- | ----------------------- |
| I                       | Santiago Güell i López  | 1911-1954               |
| II                      | Adela Güell i Ricart    | 1956-1986               |
| III                     | Victoria Ybarra i Güell | 1986-actual titular     |

## Història dels barons de Güell
Santiago Güell i López (.-1954), I baró de Güell.
1. Va casar amb María de les Mercès Ricart i Roger. El va succeir la seva filla:

Adela Güell i Ricart (. -2010), II baronessa de Güell.
1. Va casar amb Pedro Ybarra Mac-Mahon, III marquès de Mac-Mahon. La va succeir la seva filla:

Victoria Ybarra i Güell, III baronessa de Güell.